# سرده (فیروزه)
سرده (فیروزه)، روستایی از توابع بخش مرکزی شهرستان فیروزه در استان خراسان رضوی ایران است.

## جمعیت
این روستا در دهستان تخت جلگه قرار دارد و براساس سرشماری مرکز آمار ایران در سال ۱۳۸۵، جمعیت آن ۶۷۱ نفر (۱۷۷خانوار) بوده‌است.

## خواهرخوانده‌ها
1. سرده (رودسر) روستایی در دهستان سیارستاق ییلاقی بخش رحیم‌آباد شهرستان رودسر استان گیلان
2. سرده (فیروزه) روستایی در دهستان تخت جلگه بخش مرکزی شهرستان فیروزه استان خراسان رضوی
3. سرده (میرجاوه) روستایی در دهستان تمین بخش لادیز شهرستان میرجاوه استان سیستان و بلوچستان
4. سرده (غزنی) روستایی در ولسوالی اندر در ولایت غزنی در افغانستان
5. سرده (بامیان) روستایی در ولسوالی شیبر در ولایت بامیان در افغانستان
6. سرده (بلخ) روستایی در ولسوالی دولت‌آباد در ولایت بلخ در افغانستان